# Captured (film 2000)
Captured (Agent Red) è un film del 2000 diretto da Damian Lee e Jim Wynorski con Dolph Lundgren. È il remake di Onda d'urto del 1998.

## Trama
Un militare statunitense delle forze speciali, il capitano Matt Hendricks, e la dottoressa Linda Christian, specializzata in virologia, restano intrappolati in un sottomarino a causa di un gruppo di terroristi che intendono lanciare un attacco agli Stati Uniti tramite un'arma chimica, il pericoloso virus denominato "agente Red", trasportato proprio dal sottomarino per scopi di ricerca, capace di uccidere milioni di persone dato che non ne esiste un antidoto.

## Produzione
Il film fu prodotto da Captured Productions, Franchise Pictures e Phoenician Entertainment, diretto da Damian Lee e Jim Wynorski, girato a Los Angeles (nel Department of Water and Power) e Long Beach in California a dicembre 2000 con un budget stimato in 2.000.000 di dollari. Il titolo di lavorazione fu Captured che fu anche il titolo della pubblicazione in Italia. Jim Wynorski è accreditato anche come produttore con il nome di Noble Henry.
Dopo che il film fu completato, il produttore Andrew Stevens lo ritenne inadatto ad essere pubblicato. Ingaggiò quindi lo sceneggiatore Steve Latshaw e il regista Jim Wynorski per alcune nuove scene (circa 40 minuti di filmati in tre giorni) e per l'inserimento di sequenze di repertorio (per lo più da Onda d'urto con Michael Dudikoff da cui è poi diventato un remake).

## Distribuzione
Il film fu distribuito negli Stati Uniti e nel 2000 dalla Columbia TriStar Home video e dalla New City Releasing.
Alcune delle uscite internazionali sono state:
- in Germania il 13 settembre 2000 (Agent Red - Ein tödlicher Auftrag, in anteprima)
- in Ungheria il 15 novembre 2000 (Fogságban, in anteprima)
- in Kuwait il 27 dicembre 2000
- in Francia l'11 gennaio 2001 (Agent destructeur, in anteprima)
- in Corea del Sud il 6 febbraio 2001
- in Australia il 13 febbraio 2001 (in anteprima)
- negli Stati Uniti il 10 aprile 2001 (in anteprima)
- in Giappone il 14 aprile 2001 (Tokyo Battle Festival)
- nel Regno Unito il 9 luglio 2001 (in anteprima)
- negli Emirati Arabi Uniti il 14 novembre 2001
- in Polonia il 31 gennaio 2002 (Agent Red - Bron chemiczna, in DVD)
- in Argentina e Spagna (Agente rojo)
- in Brasile (Agente Vermelho)
- in Grecia (Kokkinos praktoras)

## Promozione
Le tagline sono:
- "Our Darkest Military Secret" ("Il nostro più oscuro segreto militare").
- "Once Exposed You Cannot Survive." ("Una volta esposto non puoi sopravvivere.").
- "When the hunter becomes the hunted." ("Quando il cacciatore diventa la preda.").